# Вискоза
Вискоза (енгл. viscose) или рајон (енгл. rayon), је полусинтетичка тканина израђена од целулозних влакана, која има широку примену, од производње одеће и покривача до каблова. Иако је направљена од природних материјала, попут дрвета букве или бамбуса, подвргава се интензивној хемијској обради, што је чини произведеним (вештачким) материјалом. Вискоза је глатка тканина, понекад чак и свиленкаста, меке текстуре сличне памуку или лану.

## Историја
Вискозно влакно, односно рајон је прво произведено влакно направљено од дрвене или памучне пулпе. У почетку је било познато као вештачка свила. Швајцарски хемичар Жорж Аудемарс (Georges Audemars) изумео је прву сирову вештачку свилу око 1855. године, али је његова метода била сувише спора да би била практична. Године 1884. француски хемичар Илер де Шарбоне (Hilaire de Charbonnet) патентирао је вештачку свилу на бази целулозне тканине, познату под називом Шардоне свила. Ова тканина била је привлачна, али веома запаљива, па је убрзо уклоњена са тржишта. 
Године 1894. британски проналазачи Чарлс Крос (Charles Cross), Едвард Беван (Edward Bevan) и Клејтон Бидл (Clayton Beadle) патентирали су сигуран и практичан начин израде вештачке свиле, која је постала позната као вискозни рајон. Прва комерцијално произведена вештачка свила појавила се на тржишту Сједињених Америчких Држава 1910. години, а термин "рајон" први пут је употребљен 1924.

## Процес производње
Вискоза се назива још и вештачка свила. Иако се добија од природног материјала, није сасвим природна. Добија се хемијским поступком па је сврстана у категорију полусинтетских влакана. Осим од дрвета и бамбуса, може се произвести од соје, шећерне трске и других биљака богатих целулозом.
У поступку производње дрво се прво уситњава, а затим хемијски обрађује. У овом процесу користе се угљен дисулфид, Сумпорна киселина, амонијак, ацетон и каустична сода. Каустична сода и угљен дисулфид делују на целулозу, услед чега настаје густа текућа маса. Ова маса се затим провлачи кроз разређену киселину и из се целулоза ослобађа у облику врло танких, вискозних нити.
- Уређај за добијање вискозних нити из 1910.
- Вискозна влакна под електронским микроскопом
- Макро снимак структуре тканине од вискозе

## Особине
| Својевремено је вршен научни експеримент како би се утврдило на којим се тканинама највише осећа мирис зноја. У експерименту је учествовало 13 жена и 13 мушкараца који су возили бицикле у теретани обучени у мајице направљене од неколико врста материјала. Мајице су после тренинга стављене у пластичне кесе на неколико сати. Знојне жлезде излучују зној који садржи протеине и угљене хидрате. Као резултат бактеријске разградње ових материја јавља се непријатан мирис. Ове бактерије се размножавају на текстилу и што их је више, непријатан мирис је интензивнији. Брзина размножавања зависи од врсте текстила - природни материјали упијају зној, док се код синтетичких бактерије задржавају између влакана, стварајући својеврсне базене у којима се стварају савршени услови за њихово размножавање. Резултат овог теста био је да највише смрде мајице од полиестера, а најмање од вискозе. Даљим истраживањем утврђено је да се на памуку бактерије споро размножавају, док на полиестеру бујају. На најлону се развија врста бактерија која изазива акне, као и неугодан мирис стопала. Вискоза се показала као једини материјал на коме се бактерије не размножавају. |

Вискоза је, попут свиле и памука, лагана и погодна за елегантне кројеве, јер лепо „пада”. међутим, попут свиле и памука такође се и лако гужва. Осетљива је и кад је прање у питању, па се у машини мора прати млаком водом, на програму за осетљиве тканине, а вреднију одећу ручно и без много увртања, како се влакна не би изломила и тканина поцепала. Осим тога, тканине од вискозе су довољно високе чврстоће, готово као свила, лан или памук. Еластичне су и имају добру топлотну проводљивост.
Иако вештачки материјал, вискоза се добија од природног материјала - целулозе и сврстана је у категорију вештачких, регенерисаних влакана. У категорији вештачких налазе се и синтетичка влакна. Разлика је у томе што је вискоза сличнија памуку, упија влагу тела и прозрачна је. Целокупан процес производње веома је флексибилан. Због тога вискозна тканина може личити на свилу, памук, вуну или полиестер и др, што омогућава да се користи при изради различите одеће. Вискоза је такође идеална као додатак другим влакнима. Тканине израђене од мешавине у којој су заступљена и вискозна влакна постају мекше и прозрачније.
Вискоза је врло угодна за ношење, посебно лети. За разлику од других вештачких материјала, упија влагу тела и прозрачна је. Добра је и за вруће и хладне дане, али посебно за влажно време. Нарочито пожељно својство ове тканине је што се на њој тешко развијају бактерије, па се на одећи од вискозе током врелих летњих дана мирис зноја не осећа. Осим тога, не нападају је мољци нити други инсекти, па за њено чување није потребно никакво заштитно средство.

## Мане вискозе
Вискозно влакно производи се од рециклиране дрвене пулпе или целулозе из бамбуса која се обрађује комбинацијом многих хемијских материја, укључујући угљен дисулфид, сумпорну киселину, амонијак, ацетон и каустичну соду, да би могла да подноси редовно прање и дуготрајно ношење. Угљен дисулфид који се испушта из овакве тканине може да доведе до мучнине, главобоље, повраћања, болова у грудима и мишићима и несанице. Токсини које рајон испушта потенцијално могу, код особа које редовно носе одећу израђену од ове тканине, да доведу до некрозе ткива, анорексије и паркинсонове болести. Због поменутих хемијских материја такође је и потенцијални загађивач животне средине.

## Употреба
Вискозна влакна имају веома широку употребе, али се најчешће користе за израду одеће. Одећа направљена од чисте вискозе или од мешавине са памуком, ланом и другим природним материјалима лагана је, прозрачна, упија зној и најпријатнија је за ношење током летњих врућина. Поред тога од вискозе се праве и други производи, између осталих и теписи. Овакви теписи су тањи од класичних, једноставни за одржавање и и живих боја. Вискоза им даје висок сјај па се често користе као замена за свилу.
- Мајица од вискозе
- Украсна чипка од вискозних нити
- Навлака од лиоцела, једне врсте вискозног влакна
- Сунђер од вискозе